# Mount Carnes
Mount Carnes ist ein Berg im ostantarktischen Viktorialand. In der Asgard Range des Transantarktischen Gebirges ragt er 3 km östlich des Saint Pauls Mountain auf.
Das Advisory Committee on Antarctic Names benannte ihn 1976 nach Philip A. Carnes, Ingenieur und Baukoordinator des Unternehmens Antarctic Support Services, der im Rahmen des United States Antarctic Research Program von 1973 bis 1976 den Ausbau und Unterhalt der Amundsen-Scott-Südpolstation, der Siple-Station und der McMurdo-Station überwachte.